# Ђибилроса I (Палермо)
Ђибилроса I је насеље у Италији у округу Палермо, региону Сицилија.
Према процени из 2011. у насељу је живело 35 становника. Насеље се налази на надморској висини од 366 м.